# التاريخ الوراثي لشعوب السكان الأصليين للأمريكيتين
التاريخ الوراثي لشعوب السكان الأصليين للأمريكيتين (يدعون أيضًا الأمرينديين في علم الأنثروبولوجيا الفيزيائية) مقسوم لفقرتين متمايزتين تمامًا: التأهيل الأول للقارتين الأمريكيتين خلال نحو 20,000 إلى 14,000 سنة مضت، والاحتكاك مع الأوروبيين، بعد نحو 500 سنة مضت. الفترة الأولى عامل محدد لعدد السلالات الجينية، وتحولات اللواقح والأنماط الفردانية الأساسية الموجودة اليوم لدى الشعوب الأمريكية الأصلية.
تنحدر معظم المجموعات الأمريكية الأصلية من سلالتين تشكلتا في سيبيريا قبل العصر الجليدي الكبير الأخير، بين نحو 36,000 و25,000 سنة مضت، وهما سلالة شرق أوراسية وسلالة شمال أوراسية قديمة. انتشرت الأخيرة في الأمريكيتين بعد نحو 16,000 سنة مضت (باستثناء الناطقة بلغات النا ديني والإسكيمو-أليوت، المنحدرة بشكل جزئي من الشعوب السيبيرية التي دخلت الأمريكيتين في وقت لاحق).
في أوائل الألفينات، كان علم الآثار الوراثية مبنيًّا بشكل رئيسي على المجموعات الفردانية للصبغي Y من الدنا البشري والمجموعات الفردانية (هابلوغروب) للدنا المتقدرة. تستخدم أيضًا مميزات الصبغيات الجسمية «أت دنا»، ولكنها تختلف عن الدنا المتقدرة أو دنا-Y بأنها تتقاطع بشكل كبير.
استخدمت تحليلات المورثات الجينية بين الشعوب الأمريكية الأصلية والسيبيرية لصالح الفكرة القائلة بحدوث انعزال مبكر للشعوب المؤسسة على بيرينجيا تبعته لاحقًا هجرة أسرع من سيبيريا وعبر بيرينجيا إلى العالم الجديد. يشير تنوع التكرارات المترادفة القصيرة وتوزع سلالات Y الخاصة بأمريكا الجنوبية إلى أن شعوبًا أمريكية أصلية معينة عزلت منذ التأهيل الأول للمنطقة. تشهد شعوب النا-ديني، والإنويت، والألاسكيون الأصليون وجود المجموعة الفردانية كيو-إم242؛ ولكنها تتمايز عن بقية الأمريكيين الأصليين بعدة تحولات للأحماض نووية متقدرة والأحماض النووية الجسمية. يشير هذا إلى احتمال أن الشعوب التي سكنت أقاصي شمال أمريكا الشمالية وغرينلاند انحدرت من شعوب هاجرت لاحقًا (بعد أولئك الذين اخترقوا جنوب الأمريكيتين). توصل علماء الأحياء واللسانيات إلى استنتاجات مشابهة بناءً على تحليل مجموعات اللغات الأمريكية الأصلية وتوزع نظام زمر الدم (إيه بي أو).

## الدنا الجسمي
التنوع الوراثي وبنية السكان في اليابسة الأمريكية تقاس أيضًا باستخدام التنميط الجيني لعلامات التكرارات المترادفة القصيرة للدنا الجسمي (أت-دنا)؛ وتؤخذ عيناتها من أمريكا الشمالية والوسطى والجنوبية لتحلل بالمقارنة مع معطيات مشابهة مأخوذة من شعوب أصلية أخرى حول العالم. تظهر الشعوب الأمريكية الأصلية تنوعًا وراثيًا أقل من شعوب المناطق القارية الأخرى. يلاحظ أن التنوع الوراثي يتناقص كلما بعدت المسافة الجغرافية عن مضيق بيرنغ، بالإضافة إلى تناقص الشبه الوراثي مع الشعوب السيبيرية من ألاسكا (نقطة الدخول الجينية). يلاحظ أيضًا وجود أدلة على مستوى أعلى من التنوع ومستوى أقل من البنية السكانية في غرب أمريكا الجنوبية بالمقارنة مع شرقها. هناك انعدام نسبي في الاختلاف بين شعوب وسط أمريكا والشعوب الأندية، ما يشير إلى أن الطرق الساحلية كانت أسهل لهجرة الشعوب (ما يزيد المساهمين الجينيين) بالمقارنة مع الطرق الداخلية.
يشير النمط الكلي الذي يظهر إلى أن القارتين الأمريكيتين استعمرتا من قبل عدد ضئيل من الأفراد (حجمهم الفعال نحو 70)، تكاثروا لعدة مراتب عشرية على امتداد 800-1000 سنة. تظهر البيانات أيضًا أنه كان هنالك تبادلات جينية بين آسيا والمحيط القطبي وغرينلاند منذ السكن الأول في القارتين الأمريكيتين.
تعرف مورينو مايار وزملاؤه إلى سلالة من أسلاف أمريكيين أصليين أساسية. هذه السلالة تشكلت من خليط من سلالات قديمة شرق آسيوية ومن شمال أوراسيا القديمة ما قبل العصر الجليدي الكبير الأخير، قبل نحو 36-25 ألف عام. انقسم الأسلاف الأمريكيون الأصليون الأساسيون إلى سلالة «بيرنجيانية قديمة» قبل نحو 20 ألف عام. انقسمت السلالة غير البيرنجية القديمة أكثر إلى سلالتين «أمريكية أصلية شمالية» و«أمريكية أصلية جنوبية» بين نحو 17.5 و14.6 ألف سنة مضت. معظم السلالات ما قبل الكولومبية انحدرت من هاتين السلالتين الأمريكية الأصلية الشمالية والأمريكية الأصلية الجنوبية، باستثناء الأمريكيين القطبيين، حيث توجد أدلة على تمازجهم لاحقًا (خلال آخر 10 آلاف سنة) مع سلالات باليو-سيبيرية.
في عام 2014، سلسل الحمض النووي الجسدي لطفل عمره أكثر من 12,500 سنة من مونتانا. أخذ الحمض النووي من هيكل عظمي عرف باسم أنزيك-1، وجد بصحبة عدة لقى أثرية في كلوفيس. أظهرت المقارنات تشابهات كبيرة مع الحمض النووي المأخوذ من مواقع سيبيرية، واستبعدت بشكل نهائي تقريبًا أن هذا الفرد بالتحديد كانت له أي ارتباطات مع مصادر أوروبية («الفرضية السوليوترية»). أظهر الدنا ارتباطات وثيقة بكل الشعوب الأمريكية الهندسة الموجودة، ما يشير إلى أنهم جميعًا ينحدرون من شعب قديم عاش بالقرب من سيبيريا، وهو شعب ملتا في العصر الحجري العلوي.
وفقًا لدراسة جينية للصبغيات الجسمية من عام 2012، ينحدر الأمريكيون الأصليون من ثلاث موجات هجرة على الأقل آتية من شرق آسيا. معظمها تنحدر من نفس الأسلاف، الذين يدعون «الأمريكيين الأوائل». ولكن أولئك الذين يتحدثون لغات الإنويت من المنطقة القطبية الشمالية ورثوا تقريبًا نصف مورثاتهم من موجة شرق آسيوية مهاجرة ثانية. والذين يتحدثون لغة نا-ديني، من جهة أخرى، ورثوا عُشر مورثاتهم من موجة مهاجرين ثالثة. تبع الإقامة الأولى في الأمريكيتين توسع سريع نحو الجنوب، على الساحل، دون تدفق جيني يذكر فيما بعد، وخاصة في أمريكا الجنوبية. المتحدثون بلغة التشيبتشا استثناء لهذا، وهم ينحدرون من كل من أمريكا الشمالية والجنوبية.
تؤيد الدراسات اللغوية الدراسات الوراثية، إذ وجدت أنماط قديمة متشابهة بين اللغات المتحدث بها في سيبيريا وفي الأمريكيتين.[بحاجة لتوضيح]
أكدت دراستان للدنا الجسمي في عام 2015 الأصول السيبيرية لسكان أمريكا الأصليين. ولكن إشارة قديمة على النسب المشترك اكتشفت بين السكان الأصليين لمنطقة الأمازون. وفقًا للدراسة، فعلى الهجرة من سيبيريا أن تكون قد حدثت قبل 23,000 سنة.

## زمر الدم
قبل تأكيد العالمين ألفرد هيرشي ومارثا تشيس أن الدنا هي المادة الوراثية عام 1952، استخدم العلماء بروتينات الدم لدراسة التنوع الوراثي الإنساني. ينسب الفضل في اكتشاف نظام زمر الدم المعروف (إيه بي أو) إلى النمساوي كارل لاندشتاينر، الذي اكتشف ثلاث زمر دم مختلفة في عام 1900. زمر الدم تورث من الأبوين معًا. تتحكم مورثة واحدة بزمرة الدم (مورثة إيه بي أو)، ولها ثلاث أليلات: آي، آيإيه ،آيبي (i, IA,IB).
وجدت الأبحاث التي أجراها لودفيك وهانكا هيرشفيلد خلال الحرب العالمية الأولى أن انتشار زمر الدم إيه، وبي، وأو يختلف بشدة من منطقة لأخرى. زمرة دم «أو» (الناتجة عادةً عن غياب كل من إيه وبي) شائعة جدًّا حول العالم، بنسبة 63% من كل السكان. الزمرة «أو» هي زمرة الدم الرئيسية الشائعة لدى السكان الأصليين في الأمريكيتين، وبالتحديد سكان أمريكا الوسطى والجنوبية، بنسبة تكاد تصل إلى 100%. تتراوح نسبة زمرة الدم «إيه» لدى سكان أمريكا الشمالية الأصليين بين 16% و82%. هذا يدل أيضًا على أن الأمريكيين الأصليين الأوائل تطوروا من سكان منعزلين بعدد أدنى من الأفراد.
يأتي التفسير المعتاد لارتفاع نسبة الأمريكيين الأصليين ذوي زمرة الدم «أو» من فكرة الانحراف الوراثي، وفيها أدى صغر مجموعات السكان الأمريكيين الأصليين إلى الغياب التام تقريبًا لأي مورثة دم تتناقلها الأجيال. ومن بين التفسيرات الأخرى المرتبطة بالموضوع تفسير عنق الزجاجة الذي ينص على وجود نسب مرتفعة من الزمرتين إيه وبي بين السكان الأمريكيين الأصليين ولكن الانحدار الكبير في عدد السكان خلال القرن السادس عشر والقرن السابع عشر بسبب الأمراض المنتقلة من أوروبا أدى إلى أعداد كبيرة من الوفيات لذوي زمرتي الدم إيه وبي. وبالصدفة، كانت نسبة كبيرة من الناجين من ذوي زمرة الدم «أو».